# ブラックバーン (イングランド)
ブラックバーン（英: Blackburn, [ˈblækbɜːrn] ( 音声ファイル)）は、イギリスのランカシャーにある町（タウン）。単一自治体であるブラックバーン・ウィズ・ダーウェンの行政の中心地で、プレストンの東13キロメートル、マンチェスターの北北西34キロメートルに位置する。ランカシャー全体では、ブラックプールに次ぐ第二の町である。
人口は117,963人（2011年国勢調査）で、このうち30.8パーセントが白人のイギリス人以外の民族的なルーツを持つ。
13世紀なかごろから家内制手工業として織物の生産がはじまり、14世紀にフランドルから移住してきた織工が、家内工業としてのウール生産をさらに後押しした。近代に入ると産業革命で急速に発展したが、20世紀なかごろから織物業の衰退がはじまり、産業の空洞化、貧困、住宅問題など、イングランド北部のほかの町と同様な課題に直面するようになった。1958年以降、政府や欧州地域開発基金 (ERDF) の出資で再開発が目指されている。

## スポーツ
EFLチャンピオンシップに所属するブラックバーン・ローヴァーズFCのホームグラウンドであるイーウッド・パークがある。

## 出身人物
- イアン・マクシェーン - 俳優
- バリー・グレイ - 音楽家
- マイケル・ウィンターボトム - 映画監督
- マイケル・ビリントン - 俳優
- マット・ダービーシャー - サッカー選手
- ロバート・コーンスウェイト - サッカー選手
- ジェイ・ケイ[6] - ミュージシャン。ジャミロクワイのバンドリーダー兼ボーカル
- カレン・ケイ - ミュージシャン。ジェイ・ケイの母親。

## 姉妹都市
- アルテナ、ドイツ
- ペロンヌ、フランス
- タルヌフ、ポーランド